# 武汉历史
武汉市由武昌、汉口、汉阳三部分组成，是国务院认定的“国家历史文化名城”。漢陽地區最晚在一萬年前的舊石器時代晚期已經有人類棲息. 到了新石器時代中晚期，較為重要的文化遺址有公元前4000年的武漢東湖放鷹臺文化. 
一九五零年代发现的盘龙城遗址被认为是“武汉城市之根”，距今已有三千五百年歷史，這也是目前武汉有着比北京、西安等更悠久的建城历史的依据。春秋战国时武汉属楚国范围。现代武汉的起源，是东汉末军阀刘表命江夏太守黄祖在今汉阳月湖 (武汉)附近所建的“卻月城”和东吴孙权于223年在今武昌蛇山所筑的“夏口城”。自此以降千余年，武汉及其附近地区以其贯穿东西、沟通南北的“居中华之中”的地理特征，一直是中国政治、军事、经济的交汇点，史上发生多次决定中国命运的战役，比如汉末赤壁之战、南宋岳飞抗金等；或成为著名的文学诗词之城，比如唐宋之际无数诗人骚客登临黄鹤楼、拜访武昌古城留下无数诗篇等。元世祖至元十八年（1281年），武昌成为湖广行省的省治。明太祖朱元璋时，第六子朱桢出生，后被分封到武昌做楚王，武昌因此得到扩建，成为南方最大的城池之一，成为湖北乃至中南地区的政治中心。明成化年间汉水改道，汉口镇由汉阳分离出来，成为商业重地，到清代已跻身中国四大名镇之列。从清中后期直至20世纪90年代的一两百年间，武汉经济繁荣，是仅次于上海的中国第二大国际大都市，繁华程度位居亚洲前列，被世人称为“东方芝加哥”。1911年，著名的辛亥革命武昌起义发生在这里，由此诞生了中華民國，故每年10月10日的武昌起义纪念日，也是中華民國时期的国庆节（页面存档备份，存于）。1927年，中华民国国民政府决定将武汉三镇合并为京兆区（首都）总称“武汉”，开三镇合并先河，也使武汉成为中国的第一个直辖市。目前，武汉是湖北省省会，中国超大城市和国家中心城市之一，副省级城市，中国中部暨长江中游地区第一大城市。因其悠久的历史底蕴，尤其是中国近现代史上的辉煌地位，被国务院认定为“国家历史文化名城”。
2019年年底，2019冠状病毒病疫情在武汉暴发。为遏制疫情扩散，武汉新冠肺炎疫情防控指挥部于2020年1月23日宣布“封城”。4月8日，武汉解除离汉离鄂通道管控措施，恢复对外交通。

## 石器时代
至少1万年前，汉阳地区就已有人类活动。1996年在汉南区纱帽镇江滩发现了一具头骨化石，前额隆起、颅骨突出，大约与山顶洞人处于同一时代。1987年洪山区九峰乡也出土了原始人使用的石器，加工方法粗糙，与大冶市“石龙头旧石器时代遗址”石器标本较为相似，但是否有关联则有待探讨。武汉新石器时代的遗址存留较多，1956年，湖北省博物馆对东湖之滨的放鹰台进行考古发掘，发现了石斧、石锛以及鱼叉等新石器时代遗存，距今6500年-5000年，其中的墓葬多为矩形，填土多数为黄褐土，少数为红烧土，随葬品有“纺轮”、“石锛”、石钺。出土陶器多为泥质，器型有鼎、豆 (陶器)、壶、碗、钵、曲腹杯、高柄杯、罐、二足盘、器盖、纺轮、陶球和陶环。经认定属于屈家岭文化。

## 商代至两汉
武汉市古有夏汭、鄂渚之名。武汉最早的传说是关于大禹曾在此治水成功的故事（无据可考），至今武汉汉阳江边的禹功矶上建有禹王庙（实际上该庙始建于南宋绍兴年间，现存建筑为清同治3年重建）。
1954年，在黄陂区发现了距今约3500年前的盘龙城遗址，经考究，是迄今中国极少数已发现并保存完整的商朝古城之一，被认为是“武汉城市之根”，也是目前武汉拥有着比北京、西安等更为悠久的建城历史的考古依据。
春秋战国时代，武汉属于楚国范畴，留下了一些遗迹传说。战国·郑·列御寇《列子·汤问》所记载的俞伯牙与锺子期“高山流水遇知音”的典故就发生在这里。锺子期，名徽，字子期，楚国汉阳（今武汉蔡甸集贤村）人。至今，汉阳仍存有古代留下的古琴台（省重点文物保护单位）、锺子期墓等建筑遗迹和“琴断口”等历史地名，武汉也因此被称为“知音”故里。
春秋战国至西汉时期，武汉新洲地区文化昌盛，成为儒家重地之一。《论语》载：“孔子周游列国至楚国时，使‘子路问津’于长沮、桀溺”。西汉时期（公元前164年-前122年）有庶民在邾县（即新洲区）孔子山掘出一块石碑（现仍存），上刻“孔子使子路问津处”八个秦隶大字，淮南王刘安遂就地建庙征召学士讲学，是为“问津书院”。自汉以降，书院不断发展，由宋至清，共产生进士387名，成为长江中游地区儒学摇篮，被喻为“中国现存最古老的大学”，史上曾与岳麓书院、东林书院等齐名。

## 汉末至南朝
现代武汉的起源，是东汉末年军阀刘表命江夏太守黄祖在今汉阳月湖附近所建的“卻月城”和东吴孙权于223年在今武昌蛇山所筑的“夏口城”。卻月城是武汉市区内已知的最早城址。孙权筑夏口城时，在蛇山附近的城墙上修筑了一座瞭望塔，这便是后来举世闻名的黄鹤楼。公元208年，在武昌附近的赤壁（今咸宁赤壁，一说在江夏区赤矶山）爆发了著名的赤壁之战，这是中国史上第一次在长江流域发生的大规模江河作战，标志着中国军事政治中心不再限于黄河流域，也是武汉及其周边第一次发生了改变中国政治格局的事件。
三国时期，当时的武昌（今与武昌毗邻的鄂州）成为三国东吴政权的都城，孙权在此称帝，使武昌及其周边第一次成为中国割据政权的政治中心。吴末帝孙皓也一度迁都武昌。
南朝时，夏口（今武昌）扩建为郢州城（遗址尚存，位于今黄鹤楼公园内），成为郢州的治所。据明嘉靖35年（1556年）、清同治10年（1871年）的《黄陂县志》记载：“木兰将军，黄郡西陵县（今黄陂）人也，姓朱，父寿甫，母赵氏……乃市鞍马，易戎服，为男子妆，代父从征。一十二载，立功异域，朝廷封为将军。木兰不受朝禄，乞归故里，终年九十，葬于木兰山的将军庙下。”《黄陂府志》、《湖北通志》、《萍踪识小》、《名胜志》均有类似记载。至今，位于武汉黄陂的木兰山仍然存有唐代所建的“木兰将军坊”和重建于明清的木兰殿、将军祠，黄陂也因此被称为“木兰故里”。

## 隋唐两宋
隋置江夏县和汉阳县，分别以武昌，汉阳为治所。
唐时江夏和汉阳分别升为鄂州和沔州的州治，成为长江沿岸的商业重镇。期间，武汉经济文化逐步繁荣，成为文人墨客的汇聚之地，其中，位于武昌长江之滨黄鹄山巅的黄鹤楼被崔颢、李白、白居易、孟浩然、王维、刘禹锡、苏轼、陆游、黄庭坚等无数唐代乃至后代著名诗人吟诗颂赞，一时之间，使武汉（武昌）成为中国南方的文化重镇之一，其中，崔颢所作“昔人已乘黄鹤去，此地空余黄鹤楼。黄鹤一去不复返，白云千载空悠悠。晴川历历汉阳树，芳草萋萋鹦鹉洲。日暮乡关何处是？烟波江上使人愁。”和李白的“故人西辞黄鹤楼，烟花三月下扬州。”使黄鹤楼名扬天下，而李白的另外一首“黄鹤楼中吹玉笛，江城五月落梅花。”更是使武汉从此拥有了“江城”的别称。
两宋时武昌属鄂州，汉阳汉口属汉阳郡。南宋时期，武昌再次成为中国仅次于首都地区之外的第二大政治军事据点，抗金英雄岳飞驻防鄂州（今武昌）8年，在此兴师伐金，因此岳飞也被朝廷封为“鄂王”，武汉也曾遍布“岳王庙”的遗迹（遗址尚存，位于今黄鹤楼公园内）。南宋诗人陆游在经过武昌时，写下“市邑雄富，列肆繁错，城外南市亦数里，虽钱塘、建康不能过，隐然一大都会也”来描写武昌的繁华。宋代武汉的制瓷业极为发达，经过发掘，在武昌城区马房山和岳家咀出土了灰陶四神砖以及灰陶十二生肖俑等，在市郊江夏区湖泗、梁子湖等地发现了宋代大型瓷窑群100多座。

## 元明清
元世祖至元十八年（1281年），武昌成为湖广行省的省治。湖广行省为全国的10个行中书省之一，辖境包括今长江以南、湖南大部、湖北部分、广西、海南全省及贵州大部、广东雷州半岛、重庆东南部，下辖武昌、岳州、常德、澧州、辰州、沅州、兴国等30路。这是武汉第一次成为一级行政单位（相当于现代的“中南地区”的概念）的治所，也是武汉正式成为中国中南地区政治、军事、经济中心的开始。
明太祖朱元璋起兵攻克武昌时，第六子朱桢出生，因而在朱桢长大后被明太祖分封到武昌做楚王，武昌因此得到扩建，成为南方最大的城池之一。武昌一地继续成为湖北乃至中部地区的政治中心，明楚王之布政使司衙门驻武昌府位于现今湖北武汉市武昌区彭刘杨路周边。同时在此后274年中，朱桢以后的历代楚王都选择在今武昌市郊江夏区的龙泉山为陵地，使龙泉山形成了有“三龟九寝十二景”之称的古建筑墓群。
明代中后期，武汉的汉口崛起。由于明成化年间汉水改道从龟山以北汇入长江，到嘉靖年间在汉水新河道北岸形成新兴的汉口镇，来自徽州、山西、陕西、江西等各帮商人纷纷前来经营，以盐、典当、米、木材、棉布、药材为六大行业，发展到上下二十里的规模，主要街道汉正街上起硚口，下到堤口（四官殿）。
明末清前期，汉口与朱仙镇、景德镇、佛山镇同称天下“四大名镇”，被世人称为“楚中第一繁盛”，成为全中国水陆交通枢纽，享有“九省通衢”美誉，也因汉口扼长江、汉水两大水道咽喉，成为天下商贾聚集之地，历史上也被称为三大茶市（另两个为九江和福州）和中国四大聚之一（当时的佛山与北京、苏州、汉口并称为中国商业最为繁荣的“四大聚”）。
清康熙三年（1664年）湖广分治，湖南从湖广剥离开来，武昌继续作为省会，设为湖北省省会。

## 晚清

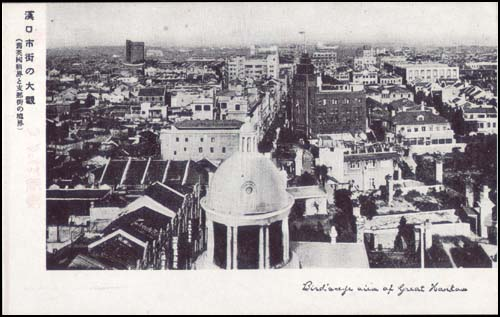
具有“东方芝加哥”之称的老汉口

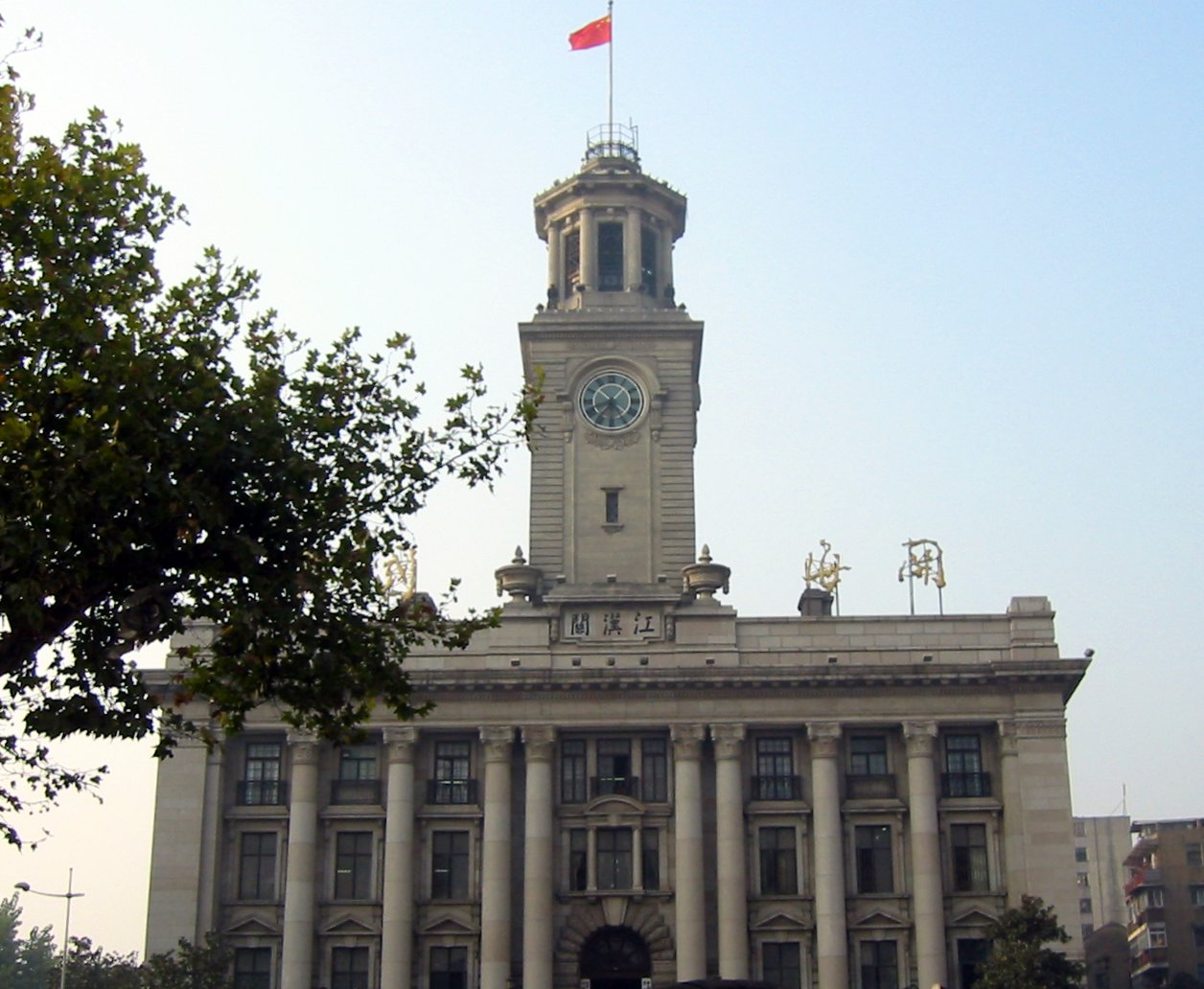
1862年武汉的江汉关，即当时的海关开始运营。现在该址为中国海关

清代后期直至二十世纪初的武汉享有“东方芝加哥”的美誉，是中国第二大城市，也是中国主要几个经济、金融、工业、交通、文化中心之一。
19世纪中叶，中俄万里茶道源于汉口。从18世纪、19世纪中叶至20世纪初中叶，汉口一直是中国三大茶叶集散中心之一，是闽、皖、赣、湘、川、滇、黔、鄂以及河南信阳等9省产茶区的重要集散地。1900年汉口仅出口俄国就达39万担，占中国输出俄国茶叶的80.9%。由于茶叶贸易的带动，汉口也成为中国近代最大的农业轻工产品加工出口中心。俄国皇太子尼古拉（即位后便是俄国末代皇帝尼古拉二世）在汉阳晴川阁和张之洞交谈时，在听取了俄商“仅在汉口砖茶厂的税收占整个俄国财政收入的三分之一”的骄人业绩后，连赞“三个伟大”：以汉口为起点的万里茶道是一条伟大的茶叶之路，汉口是一个伟大的东方茶港，在汉口的俄国茶商是伟大的商人。从此“东方茶港”的美名在中外茶商中广泛流传开来。
1858年清朝与列强签订的不平等条约《天津条约》中增辟的11个通商口岸，包括汉口。1861年3月汉口正式开埠。由此，汉口开始了由传统商业市镇向近代国际大都市的转型。1864年，汉口修建了一条上起硚口、下到一元路的城墙，是汉口华界部分，随后在下游沿长江先后开辟了英、俄、法、德和日五国租界，40余个欧美国家在汉设立领事馆。外国各路商人立即“趋之若鹜”，美国、法国、德国、西班牙、比利时、意大利、日本等国先后来汉通商，从此武汉的对外贸易大幅增长，贸易量稳居全国前四，成为全国四大港口之一，其中有40年对外贸易总额占全国外贸总额的10%左右，居全国第二位，呈现出了“驾乎津门，直逼沪上”的态势。随着汉口在商贸更趋国际化，大批外商在此兴修码头，设立银行，成立公司，极大提升了汉口的国际辐射能力。至清末，外商在汉开办的经营土洋货销售、金融、航运、房地产的企业/洋行剧增，最早是1862年的英商怡和洋行和德商礼和、美最时洋行，1864年的英国麦加利银行和1868年的英国汇丰银行捷足先登。至1891年，汉口有洋行27家，其中英国12家，俄国4家，美国3家，德国6家，法国1家，日本1家；意大利、西班牙、奥地利、丹麦、瑞典、挪威等国也有商人在汉从事商务活动。航运方面，当时由汉口驶向国外的轮船，已可直达英国的伦敦，德国的汉堡、不来梅，荷兰的鹿特丹，埃及的塞得港，法国的马赛，比利时的安特卫普，意大利的热诺瓦等。到1911年，汉口外国公司增至125家，其中英国53家，德国28家，法国9家，日本8家，美国8家，俄国7家，意大利5家，比利时4家。就具体的实业经济而言，制茶是当时汉口最大的工业，出口占全国6成。英美主要涉足烟草，拥有英美烟公司六合路制烟厂、硚口制烟厂，是辛亥革命前武汉最大的外资企业。德国商人办了5家蛋粉厂，返销欧美，是中国最早的蛋品加工厂，出口占全国一半。对于汉口的崛起，清末日本驻汉总领事水野幸吉在他所著的《汉口——中央支那事情》（1908年，上海昌明公司出版）中，以欣羡的口吻倍加赞誉：“与武昌、汉阳鼎立之汉口者，贸易年额一亿三千万两，夙超天津，近凌广东，今也位于清国要港之二，将近而摩上海之垒，使观察者艳称为东方之芝加哥（美国第二大都会）”。从此，“东方芝加哥”名扬四海，成为人们对大武汉（大汉口）的流行印象。1918年美国哈泼斯杂志（Harper's）刊载了一篇署名为魏尔·瓦尔特的文章《中国的芝加哥》盛赞道：“汉口在全国商品市场上所处的地位，可与芝加哥在美国的地位媲美”。
社会民生方面，清末民初的武汉（主要是汉口）华洋杂处，中西文化在此碰撞交融，全国乃至全球各地移民纷纷在此定居、闯荡，逐步形成了中西合璧、海纳百川、敢为天下先的鲜明城市文化和居民结构，当地居民的生活方式日益西化，追求时尚与新潮，喜爱与西方接轨：到“咖啡厅”喝“咖啡”、看西方“电影”、到“西餐厅”吃洋国“西餐”、去“万国跑马场”“赌马”、到“品芳”照相馆拍照、到球场街打“高尔夫球”、到歌舞厅“跳探戈”等成为100多年前汉口上流华人最前卫的娱乐方式，汉口也成为西方现代思想观念、意识形态传入中国大地的桥头堡，这也为不久的以后武汉成为中国经济之翘楚、近现代革命之发源地奠定了思想基础。
1889年，张之洞担任湖广总督。其执政期间，大力推行洋务运动，特别是兴建汉阳铁厂、湖北枪炮厂，使汉阳造成为闻名东亚的品牌，进一步刺激了武汉近代工业兴起和城市商品经济的发展，使武汉在原有以商贸金融为主要经济支柱的基础上进一步拓展为近现代中国的工业发源地。他主持修建了京汉铁路，使武汉成为中国的南北交通枢纽，成为名副其实的九省通衢。他还兴办西式现代教育，创建了“两湖书院”、“自强学堂（即武汉大学前身）”等新式学堂，大力推动教育，进一步推动武汉成为了中国的教育文化重镇。
武汉的崛起引起了世人对其前景的高度关注，孙中山在《建国方略》中写道：“武汉者，指武昌、汉阳、汉口三市而言。此点实吾人沟通大洋计划之顶水点，中国本部铁路系统之中心，而中国最重要之商业中心也。三市居民数过百万，如其稍有改进，则二三倍之，决非难事。现在汉阳已有中国最大之铁厂，而汉口亦有多数新式工业，武昌则有大纱厂。而此外，汉口更为中国中部、西部之贸易中心，又为中国茶之大市场。湖北、湖南、四川、贵州四省，及河南、陕西、甘肃三省之各一部，均恃汉口以为与世界交通唯一之港。至于中国铁路既经开发之日，则武汉将更形重要，确为世界最大都市中之一矣。所以为武汉将来立计划，必须定一规模，略如纽约、伦敦之大”。
1905年，为了解除汉口后湖的水患，保障芦汉铁路的安全，张之洞筹措白银80万两，修筑了后湖长堤，建成后堤内干涸土地10万亩，基本奠定了现代汉口作为国际大都市的城市轮廓。为纪念张之洞，后湖长堤被武汉人称作“张公堤”，并被改建为城市绿道公园。1907年，张之洞将后城城墙拆除，修建了上起硚口、下至江汉路的后城马路（今中山大道的前身）并成为汉口第一条近代马路，这条路也是民国时期中国各方政治势力在武汉地区角逐的主要舞台。
甲午战争后，中国开展“实业救国”运动。民族资本主义势力纷纷进驻中国最大经济、交通中心之一的汉口，大力发展民族经济，并进一步推动汉口等中国大城市向现代城市转型。1906年，宋炜臣等人在汉口创立了“既济水电股份有限公司”，是当时全国最大的民营公用水电企业。1909年，该公司为调节供水，在中山大道与江汉路交汇处修建了汉口水塔，成为当时武汉最高的建筑。

## 中華民国
1911年10月10日，辛亥革命首义于武昌爆发，革命成功后，起义军宣布脱离清朝，建立军政府，成立亚洲第一个共和国——中华民国，随后中国各省响应，清朝被推翻，中国2000多年的封建时代宣告结束，武汉成为改变中国的命运的地方，于是每年十月十日的武昌起义纪念日，定为中華民國的国庆节（页面存档备份，存于）。这一天也被列宁称之为“亚洲的觉醒”。1912年1月，黎元洪成为临时总统兼湖北都督。黎元洪1913年12月调离武汉后，湖北都督一职由段芝贵、王占元、萧耀南、吴佩孚等军阀相继担任。
北洋军阀统治时期，武汉经济继续迅速发展，尤其是民族资本主义迅速崛起，民族资本势力在武汉兴建、扩建约600家工业企业，纺织业和食品加工业成为其中的主力。汉口出现了大批新型的里弄，江汉路、六渡桥一带得到开发，成为闹市区。武汉持续作为中国主要的工业中心之一存在，但是工业的迅速崛起也带来工人阶级的迅速壮大和阶级矛盾的不断扩大，1923年2月，京汉铁路工人大罢工爆发，这是中国工人运动第一次高潮中最有影响的事件。
随着中国北伐战争的推进，1926年9月7日，北伐军攻占汉口。中华民国政府“以汉口为华洋互市之区，实全国商务中心”，遂于1926年10月7日，成立汉口市政府，刘文岛为汉口市第一任市长。1926年11月21日，中华民国国民政府迁都武汉，并决定将汉口、汉阳、武昌合并为一个城市，设为京兆区（首都），定名武汉，这也是武汉三镇首次在行政上统一于一个城市之内。1926年12月，中国国民党中央委员会国民政府委员临时联席会议第6次会议议决，推定孙科、宋子文计划武汉三镇设市政委员会。次年元旦外交、财政、交通、司法四部在汉开始办公，并举行了中国国民党二届三中全会。3月24日，中华民国武汉国民政府正式成立。同年，中国共产党中央机关也一起搬到武汉，随着中国主要几大政治势力全部云集到汉，武汉随即成为第一次国共合作的焦点所在，也成为了中国政治、军事中心。然而到了1927年7月15日，武汉国民政府头目汪精卫默许宁汉合流并发动发表宣言宣布制裁中国共产党后，“中国共产党第五次全国代表大会”在武汉召开，中国共产党内部第一次成立了“纪委”，8月7日共产党在汉口召开会议，提出枪杆子里面出政权，确立了武装暴动反抗国民党统治的方针，国共合作宣告失败，中国共产党的活动随即转入地下。11月起，桂系军阀建立了在武汉的统治，直到1929年被蒋介石军攻克。1929年4月，武汉再度分治，行政區劃上的武漢市撤銷。1932年5月，武汉成立了鄂豫皖剿匪总部。随着日本侵华的加剧，武汉抗日浪潮不断，1935年爆发了响应一二九运动的学生运动。
1920年代直至抗日战争前夜，武汉城市规模急速扩大，到1936年末有民营近代工厂516家，人口超过120万。随着战火的逼近，国民政府决定将武汉的工厂、学校内迁，可能资敌的一些设施也被下令破坏，武汉工业的损失达到70%。

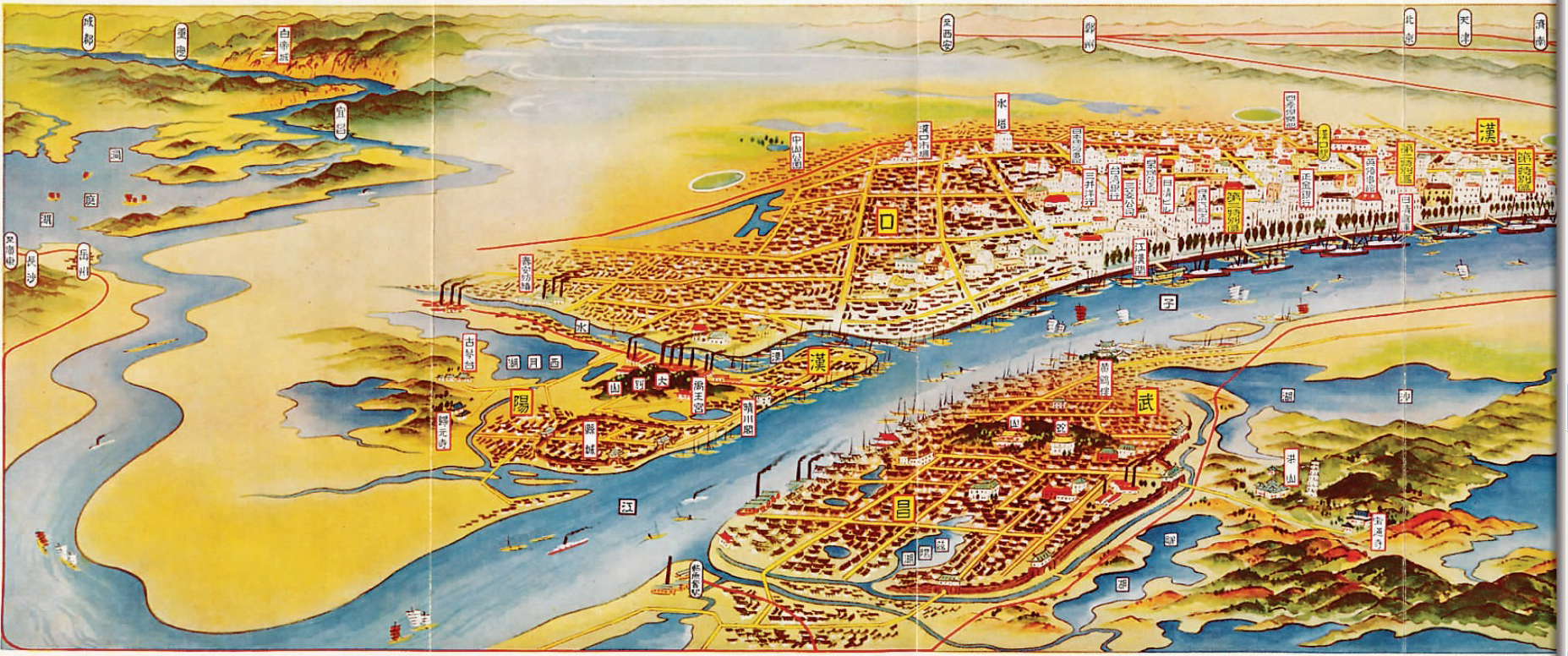
1930年日本人绘制的武汉三镇地图

抗日战争初期，南京国民政府曾计划将中央政府迁至武汉，但随着第二次世界大战形势急剧恶化，国民政府决定最终搬迁至当时的四川省重庆市，并将武汉作为战时首都据此抵抗日军入侵，为国民政府内迁争取时间。1937年11月，国民政府行政院军事委员会等部门陆续迁至武汉，并在汉召开了确立抗战建国国策的临时全国代表大会，颁布了《抗战建国纲领》，蒋介石来到武汉指挥全国抗战，中国共产党有关方面力量也陆续来到武汉，国共两党在武汉展开了第二次国共合作，并一起掀起了空前的抗战高潮。一时之间，武汉作为国民政府和国民党中央各重要机关的临时办公地点，云集着各方政治势力和众多国内、国际政治、经济、文化各界名流，成为中国政治、军事、文化中心。1938年6月，武汉会战打响，随着“保卫大武汉”的口号响彻全市乃至全国，中国军队在武汉外围的安徽、河南、江西、湖北4省广大地区与日本主力展开战争，国民革命军與日軍爆發大小战斗数百次，以伤亡40余万的代价，毙伤日军25.7余万，大大消耗了日军的有生力量，粉碎了日本三个月亡华的图谋，此战也是抗日战争战略防御阶段规模最大、时间最长、消滅日軍最多的一次战役，武汉也因此成为世界反法西斯战争的焦点城市。
1938年2月起，武汉发生多次空战后，到6月日本已掌控武汉上空的制空权。10月18日，武汉的东、南、北三面均陷入包围，25日中国军队撤退，27日武汉全境被日军占领。日军虽然攻占了武汉，但武汉会战后，其速战速决，逼迫国民政府屈服以结束战争的战略企图正式宣告破产，中国抗日战争全面进入战略相持阶段。1940年9月，日本扶植的汪精卫政府将武汉特别市改为汉口特别市。日军控制武汉后，将居民迁入难民区，在武昌设立了各种军事设施，在汉口设置了联络部。到1940年，武汉人口锐减至31万多人，常有骚乱发生。1941年6月起，无线电台、米粮交易都被限制。1945年9月18日，第六战区在中山公园（今受降堂）接受了日军的投降。10月6日，武汉的汪精卫政权军队加入了国军编制。

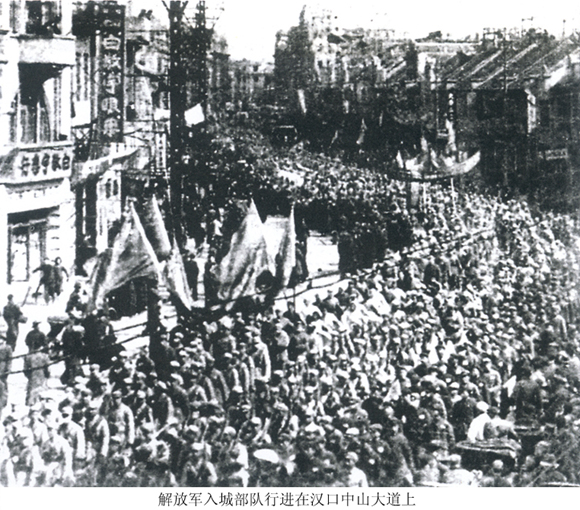
1949年5月16日，中国人民解放军入城部队进入汉口中山大道，意味著汉口被解放軍接管。

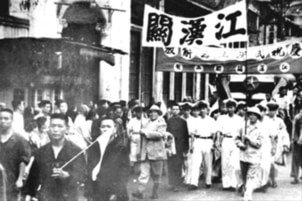
江汉关职工参加庆祝解放金接管汉口的游行

1945年9月，国民政府收复武汉后，将武昌和汉阳组建武昌市，汉口仍为直辖市。1945年国民党军事委员会成立武汉行营，1948年3月改组为剿匪总司令部，白崇禧任总司令。他还兼任“华中政务委员会”主任，督导行政工作。1946年10月，仅管辖武昌地区的武昌市政府成立，汉阳市区划为汉阳县，1947年8月汉口成为中华民国行政院直辖市。1949年军统局设立了武汉办事处。1948年秋，白崇禧在武汉谋划桂、皖、鄂、赣、湘、豫六省联防，谋求划江而治，同时向武汉工商业募捐以修筑城防工事、扩充军需。1949年4月，中共武汉地下市委通过报告，要求准备好接管武汉的工作。白崇禧撤走工厂、学校，破坏城市设施的计划遭到了工人、学生和市民们的抵制。1949年5月15日，白崇禧的军队全部撤走，中共地下党成立了武汉临时救济委员会、自卫大队等组织。
1949年5月16日，中国人民解放军进入汉口市区，次日分别进入武昌市区和汉阳县。至此，武汉三镇均由解放军接管。22日中国共产党成立武汉市军事管制委员会。24日武汉市人民政府成立，次日中共武汉市委员会新建成立。合武昌市、汉口市和汉阳县城为武汉市，设为中华人民共和国直辖市。

## 中华人民共和国

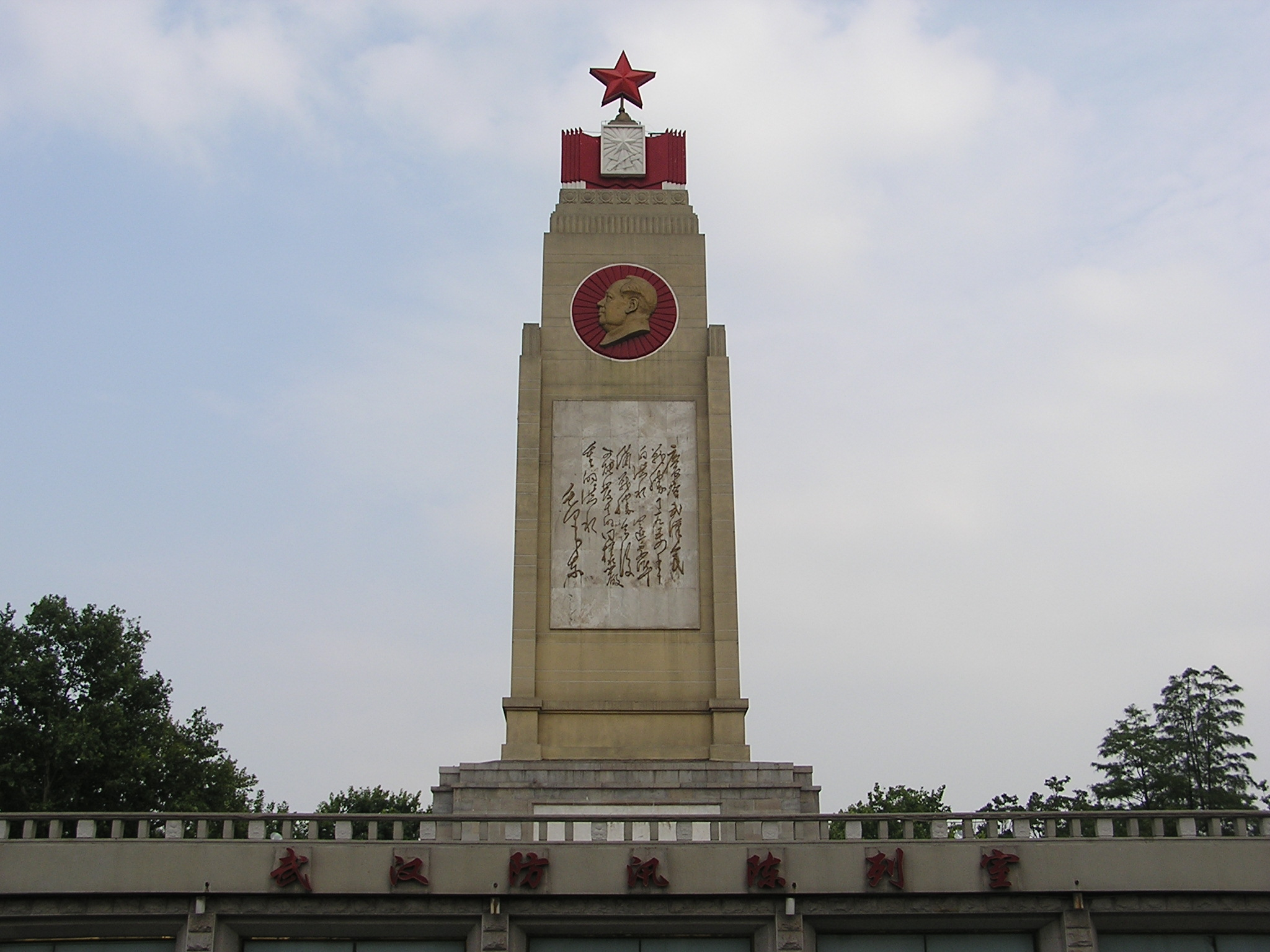
武汉防汛纪念碑 ，纪念1954年长江洪水

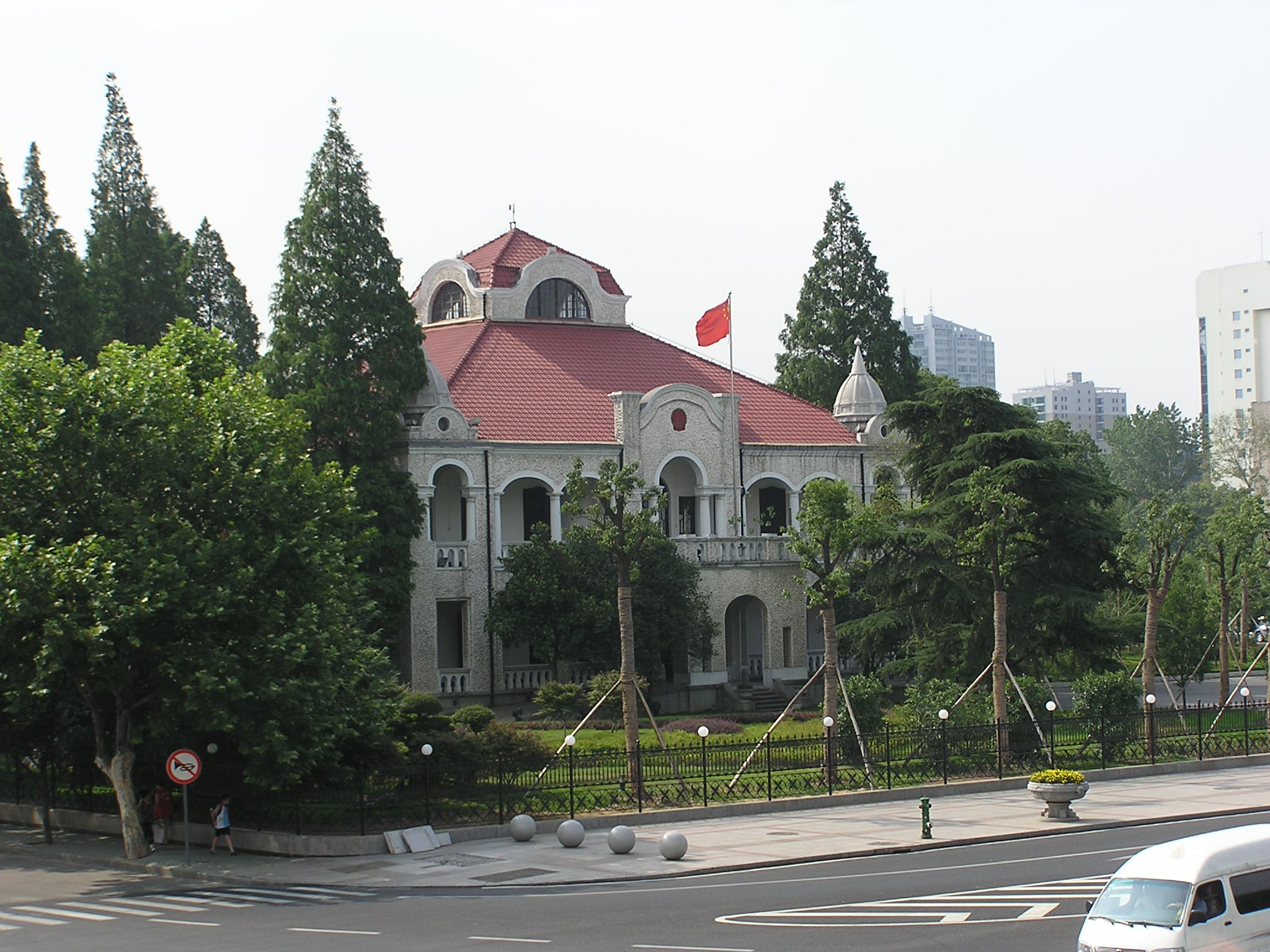
位于沿江大道的武汉市人民政府。

1949年5月24日，武汉市人民政府成立。直到1954年6月以前，武汉是中央直辖市，并且是中南地区党政军机关所在地，管辖河南、湖北、湖南、广东、广西等省，直到1954年所有大区机构都被撤销。具体机构包括中共中央中南局、中南军政委员会、中南行政委员会、中南军区。
1949年6月起，人民币成为武汉唯一合法流通货币。1950年起，土地改革等运动先后在全国展开。1951年12月开始了“三反五反”运动。1954年6月，武汉市被并入湖北省，并被改为湖北省省会。
一五计划时期，武汉被确定为“重点城市”进行建设。苏联援助中国的156项工程，其中有7项被国家放在武汉，包括武汉钢铁厂（即武汉钢铁公司）、武汉重型机床厂（武重集团）、武汉锅炉厂、武昌造船厂、武汉肉类联合加工厂等。此外，根据中央“优先发展重工业”的指导思想，国家在武汉地区投资新建大型国营企业32个，重点建设项目还有国棉一厂、汉阳枕木防腐厂等重点建设项目，这些被武汉人亲昵称作“武字号”的大型国营企业，奠定了武汉引以为傲的工业基础。自此，武汉由“工商金融和近代工业中心”迅速的转变为中华人民共和国的工业基地，成为“共和国”的“长子”之一。
1954年6月长江洪水，长江中下游、淮河流域，湘、鄂、赣、皖、苏5省123个县市受灾，农田受淹4755万亩，受灾人口1888万人，死亡3万余人，当时武汉市内地势较低处渍水成灾，150万人口中，就有灾民376,313人，死亡30人，伤42人，4,388栋楼房倒塌。同年，毛泽东题字庆贺武汉战胜洪水。1969年兴建武汉防汛纪念碑纪念此次洪水。
1955年9月，“万里长江第一桥”——武汉长江大桥正式开工，1957年建成通车。大桥联通京汉、粤汉铁路组成中国最重要的南北铁路干线——京广铁路，极大地促进了中国南北交流，也使武汉三镇从陆上连成一体，成为完整统一的武汉城区。武汉长江大桥的建成，打破了西方人“中国无法在长江上建桥梁”的断言，在中国运输史上具有划时代的意义，毛泽东为此写下了“一条桥飞架南北，天堑变通途”的豪言壮语，一时之间，武汉长江大桥成为全国知名的旅游景点，也成为当时“2角”面值的人民币的标志图案，雷锋等全国各地名人纷纷来此拍照。
市政建设方面，“一五”时期，苏联援助我国在北京、上海、武汉、广州四大城市建设展览馆、商场、体育场等大型公共建筑，武汉分别建成了“中苏友好宫”、友谊商场、武汉体育馆、新华路体育场、武汉剧院、武汉饭店等一大批大型苏俄式公共建筑，其中，“中苏友好宫”（中苏关系恶化之后改名为“武汉展览馆”）是武汉市计划经济时代的标志性建筑，成为老一代武汉市民的集体记忆。在苏联专家规划的指引下，“一五”时期，武汉开辟了青山、余家头、答王庙、钵盂山、武东、关山、葛店、白沙洲、唐家墩、易家墩、堤角、鹦鹉洲、七里庙等13个工业区，兴建了铁路枢纽、江岸汉阳的港口作业区及热电站，改建了南湖机场跑道(宽5O米，长1300米)，修建改造了汉口解放大道、武胜路、新华路、汉黄公路、汉孝公路、武昌武珞路、珞喻路、和平大道、武咸公路、中北路、汉阳鹦鹉大道、汉阳大道、拦江堤路等一批主干道，还对全市堤防进行了加固。到1956年，公有制经济在武汉取得了统治地位。
1958年初，全国开展了“大跃进”运动，9月，武汉市在郊区成立了10个人民公社，推行集体化和供给制。到1965年，武汉的工农业总产值达到36.4亿元，超过1957年106.1％。“二五”工业计划中提出的200个项目中完成了55个。
1965年开始的“三线建设”，武汉受益匪浅。按照当时主管全国计划工作的思路，武汉在这场“工厂再造”运动中，收获了一批国家级大项目，使武汉这座工业重镇的经济地位更加稳固。“三线建设”工程对国民经济布局的战略性调整，打造了一批“新兴工业城市”，武汉成了计划经济时代的“宠儿”，从建国初期到改革开放初期，武汉经济规模长期位居全国第四位，仅次于北京、上海、天津，位居广州等市之前，武汉也成为计划经济时代全國三大工業中心、三大交通商業中心、三大教育中心之一。正如有人分析的那样，当时武汉的“共和国长子”的名头得来，正是在这种国家资源分配的计划结构中所累积起来的精神财富。
文化大革命期间（1966—1976年），武汉是最早开始派工作组的地区之一。1966年8月，武汉市红卫兵“破四旧”造成上百人死亡。10月，“工总”等造反派组织陆续建立，造反派抢夺工作组整的“黑材料”予以烧毁。1967年1月武汉造反派对省委省政府的夺权因权力分配不均而失败。此后武汉军区在军队支左中逮捕数百名“工总”领导人，并扶植了全武汉保守派的联合组织“百万雄师”。5月至7月，“百万雄师”发起大规模武斗，导致上百人死亡，数千人受伤。7月，武汉军区和“百万雄师”部分人组织揪斗王力，是为“七·二〇事件”。在北京的警告下，“百万雄师”自行解散。
1975年，武昌县、漢陽縣划归武汉市。1983年，新洲县、黃陂縣划归武汉市。
从中华人民共和国建国至1974年，毛泽东曾48次下榻武汉东湖宾馆并主持国家政务，使武汉成为他自1949年以后除了中南海以外居住时间最长的地方，也使武汉成为北京之外的另一个国家政治中心。期间，中央在武汉召开了“中国共产党八届六中全会”等中央会议多次，接待了党和国家领导人及苏联、东欧、朝鲜等国的国外元首、各界政要。
1984年5月21日，中共中央、国务院正式批准武汉市为经济体制综合改革试点城市（计划单列市）。
1992年，鄧小平同志“南巡談話”的第一站來到武昌，指示武漢在原有的基礎上，建成新的全國三大製造業中心、三大科技開發中心、三大金融貿易中心，在全國經濟中起龍腰的作用，随后几年，武汉發展速度連年突破16%，經濟總量一直保持全國前三甲，城市規模始終排名全國城市前列。
然而自改革开放以来，由于国家奉行“非均衡发展战略”（即“优先使沿海富裕起来，然后沿海带动内陆”国策），造成自20世纪80年代末以来的20年间，中部、湖北和武汉成为“政策洼地”（80年代开发珠三角、90年代初开发长三角、90年代末开发环渤海、1999年西部大开发、2003年东北振兴）被不断边缘化，这被认为是“中部塌陷”的主要原因之一。同时，武汉还是一个“重税区域”，直至上世纪90年代末，武汉市对中央财政的贡献仅次于上海位居全国第二，为全国各计划单列城市之首，但是地方财政积累却是倒数第一，在地方财政留成比例上，各直辖市和计划单列城市一般为30%－50%甚至更多，而武汉仅为16%－17%。当时，“武汉大量的财政收入上缴给中央财政了，导致自身结余极为有限，严重影响了武汉城市建设。”至此，武汉逐渐被上海、广州、深圳等地区抛在了身后。可以说，武汉之相对衰落，是国家战略的大势使然，在此情况下，就很容易理解为什么中国目前的一线城市，除北京外，上海、广州、深圳等等全部在沿海区域，武汉其实只是中西部地区的一个缩影。此外，由于湖北省、武汉市两级党委政府之间的关系，当时的湖北省委省政府对由历史原因形成的省内武汉“一城独大”的现状，提出“削峰填谷”政策，即平抑武汉的发展并将行政资源全部用于发展湖北其他城市，以期实现省内“平均主义”，造成武汉经济进一步下滑，但湖北省内其他城市也并没有明显发展起来，这种情况直至2001年湖北省委领导班子调整后才有改变。
随着中国经济由出口拉动向内需拉动转型，武汉的区位及科教优势被重新认定，1999年，新千年到来之际，美国著名学者麦金利·康韦在《未來雜誌》发表《未来的超级城市》一文，将武汉列入“21世纪全球十大超级城市”第二名。
1998年武汉曾发生轰动全国的武汉公交爆炸案，其后更遭遇了百年不遇的1998年洪灾。
2007年12月7日，国务院正式批准武汉城市圈为全国资源节约型和环境友好型社会建设综合配套改革试验区。
2008年前后开始，随着中国经济逐步进入“新常态”，湖北及武汉两级政府抓住国家经济环境变化的大势，在经济领域提出“工业倍增”，通过不断淘汰传统落后产业，大力推动经济结构调整和产业转型升级，使全市经济大幅向前迈进，并被认为是国内“唯一能够实现制造产业升级换代的城市”和中国发展速度最快的极少数城市之一，目前全市高新技术制造业占规模以上工业增加值的比重仅次于深圳等极少数城市，超过百亿规模的高新技术企业达到13家，独角兽 (公司)2家，BAT等新兴产业巨头纷纷都在此设立研发中心或区域总部，城市创新能力在全国排名第二，创业环境在中国大陆排名前十强。武汉初步改变了传统印象中“重工业基地”的形象，变成一座新型经济城市。而随着全市经济大步向前跨越，武汉城市功能日趋完善，硬件建设突飞猛进，城市面貌显著改善，对外来人口的吸附作用日渐增强，特别是备受年轻人青睐，年轻人口净增率现仅次于深圳排名全国第二，是近年来全国吸引外来人口最多的城市之一，亦是除北上广之外高级专业技术人才、海外留学生主要求职目的地之一，经多年积累武汉逐步铸就富有活力、年轻的创新城市新形象，城市活力排名全球第七。
2009年12月，国务院批复同意在武汉“中国光谷”成立“东湖国家自主创新示范区”，这是全国继北京中关村之后第二家国家自主创新示范区。在科技部2013年公布的全国高新区最新评价结果认为，东湖高新区在体制机制创新、政府支持创新创业、带动区域经济发展、融入全球创新网络和聚集全球创新资源等方面表现较好，知识创新和技术创新能力在全国高新区排名第二。
2010年3月12日，国务院正式批复《武汉市城市总体规划》，重新确立了武汉市为“中部地区中心城市”。
2015年4月，国务院发布《长江中游城市群发展规划》，明确了长江中游城市群的范围和定位。按照《规划》要求，以武汉为主中心、长沙、南昌为次中心的长江中游城市群与京津冀、长三角、珠三角、成渝城市群一起构成了我国五大国家级城市群，这些城市群将成为未来中国经济发展的新增长极。
2015年7月，武汉城市圈获批全国首个科技金融改革创新试验区。根据批复的《专项方案》要求，东湖国家自主创新示范区要初步建成实验股权资本化、智力资本化的资本聚集区，武汉成为全国重要的金融机构高端后援服务基地，武汉城市圈科技金融服务体系要基本形成，为我国深化科技金融改革创新及金融服务实体经济探索可复制、可推广的新模式和新路径。
2015年9月，中共中央办公厅、国务院办公厅印发了《关于在部分区域系统推进全面创新改革试验的总体方案》，确定武汉等8个地区为“全面创新改革实验区”。
2016年2月，国务院常务会议上，武汉被提名为中部地区唯一入选“服务贸易创新发展试点城市”，将重点推动技术创新型和知识密集型服务贸易创新发展。
2016年8月，中央正式批复同意武汉设立“自由贸易区”，“武汉自贸区”主要是落实中央关于中部地区有序承接产业转移、建设一批战略性新兴产业和高技术产业基地的要求，发挥其在实施中部崛起战略和推进长江经济带建设中的示范作用。
2016年8月，中央正式印发《长江经济带发展规划纲要》，提出了“一轴、两翼、三极、多点”的格局，要求以长江黄金水道为依托，发挥上海、武汉、重庆三大超大城市的核心作用和南京、杭州、成都等特大城市引领作用，发挥合肥、南昌、长沙、贵阳、昆明等大城市对地区发展的核心带动作用，打造具有全球影响力的内河经济带。
2016年10月，国家发改委分别与广东省和广州市、湖北省和武汉市、河南省和郑州市三家签署合作框架协议，确定武汉成为全国首批综合交通枢纽示范工程城市。
2016年12月，国务院工业和信息化部批复同意武汉成为“中国制造2025”试点示范城市，“中国制造2025”相关政策资源、重大工程和试点示范项目优先在武汉布局。根据《武汉制造2025行动纲要》，武汉将在10年内全面建成国家先进制造业中心。
2017年1月25日，国家发改委公布《关于支持武汉建设国家中心城市的复函》指出，武汉要加快建成“以全国经济中心、高水平科技创新中心、商贸物流中心和国际交往中心四大功能为支撑的国家中心城市”。

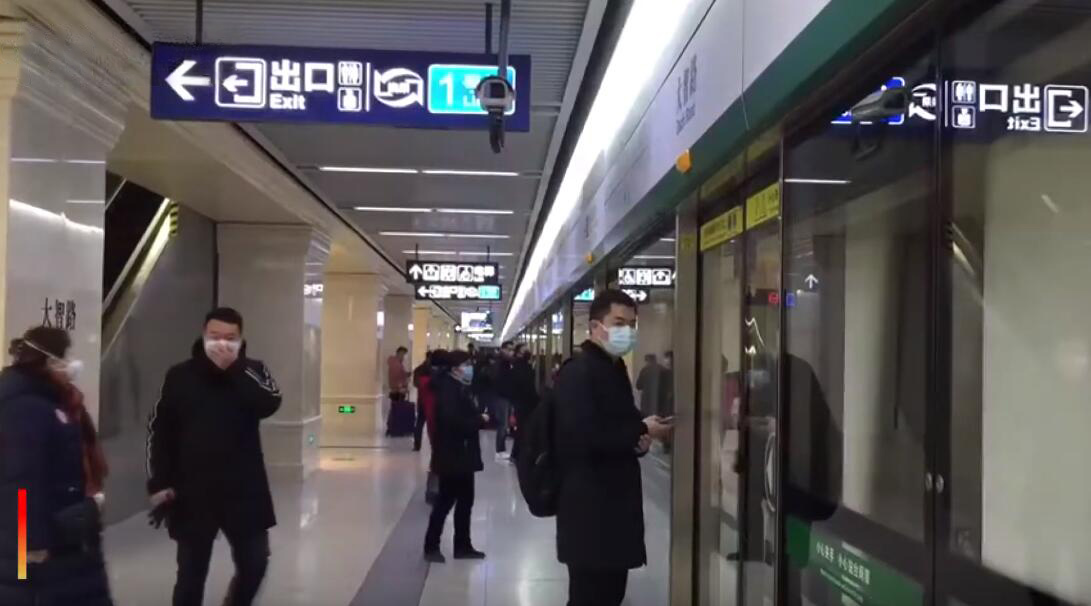
2020年冠狀病毒病疫情：1月23日武汉市宣布“封城”后，武汉地铁6号线大智路站于当日10时发出末班车

2019年年底，武汉爆发新型冠状病毒病。2020年1月，经李兰娟向国家建议，武汉市新型冠状病毒感染的肺炎疫情防控指挥部于2020年1月23日宣布，自2020年1月23日10时起，武汉“封城”：全市城市公交、地铁、轮渡、长途客运暂停运营；无特殊原因，市民不要离开武汉，机场、火车站离汉通道暂时关闭。2月14日起，进一步对所有小区实行封闭管理。4月7日，经中央批准，湖北省新型冠状病毒感染肺炎疫情防控指挥部宣布，从4月8日零时起，武汉市解除离汉通道管控措施。

### 书目
- 武汉博物馆. . 武汉. 2004.
- 武汉市教学研究室. . 武汉: 武汉出版社. 1997. ISBN 7-5430-1335-5.
- 武汉地方志编纂委员会. . 武汉大学出版社. 1998: 313. ISBN 7307026570 （中文（简体））.
- 涂文学，刘庆平主编. . 武汉市: 武汉出版社. 2010年8月. ISBN 978-7-5430-4683-2.
- 皮明庥主编. . 武汉市: 武汉出版社. 2005年8月. ISBN 7-5430-3279-1.
- 皮明庥主编. . 北京市: 中国社会科学出版社. 1993年12月. ISBN 7-5004-1212-6.
- 李权时，皮明庥主编. . 武汉市: 武汉出版社. 1988年5月. ISBN 7-5430-0037-7.
- 皮明庥，郑自来. . 北京市: 社会科学文献出版社. 2011年12月. ISBN 978-7-5097-2718-8.

1. ↑  武汉市志 总类志.武汉地方志编纂委员会.武汉大学出版社.105頁